# París-Roubaix 1949
La París-Roubaix 1949 fou la 47a edició de la París-Roubaix. La cursa es disputà el 18 d'abril de 1949 i tingué un final molt polèmic, que va fer que el resultat final no es sabés definitivament fins quan ja passaven uns quants mesos de la disputa de la cursa, després de dues conferències internacionals.
André Mahé, que formava part d'una escapada, fou el primer a entrar a meta, però ho va fer per un lloc equivocat de resultes de les males indicacions dels comissaris. Quan ja se li havien fet tots els honors de campió arribà el gran grup, encapçalat per Serse Coppi. Un cop assabentats de la irregularitat comesa per Mahé els germans Coppi protestaren i els jutges canviaren la decisió, anomenant Serse Coppi com a guanyador final.
Amb tot, cinc dies més tard la Federació Francesa de Ciclisme confirmà a Mahé com a just vencedor. La Federació Italiana protestà i entrà en joc l'UCI, la qual decidí, l'agost de 1949, declarar nul·la la cursa i, per tant, sense cap vencedor. Tanmateix s'acceptà revisar el cas en una nova conferència internacional el novembre d'aquell mateix any. Finalment d'arribà a l'acord de declarar els dos ciclistes, André Mahé i Serse Coppi vencedors de la París-Roubaix de 1949.
217 ciclistes prengueren la sortida, arriban a meta 109 d'ells.

## Classificació final
|    | Ciclista              | Equip              | Temps      |
| -- | --------------------- | ------------------ | ---------- |
| 1  | Serse Coppi           | Bianchi-Ursus      | 6h 11' 59" |
| 1  | André Mahé            | Stella-Dunlop      | m. t.      |
| 3  | Frans Leenen          | Starnord           | m. t.      |
| 4  | Georges Martin        | Rhonson            | m. t.      |
| 5  | Jésus-Jacques Moujica | Mercier-Hutchinson | m. t.      |
| 6  | André Declerck        | Bertin             | m. t.      |
| 7  | Florent Mathieu       | Rochet             | m. t.      |
| 8  | Roger Gyselinck       | Groene Leeuw       | m. t.      |
| 9  | Achiel Buysse         | -                  | m. t.      |
| 10 | Albert Anciaux        | Peugeot            | m. t.      |